# (157473) Emuno
(157473) Emuno es un asteroide perteneciente al cinturón de asteroides descubierto el 28 de septiembre de 2003 por Juan Lacruz desde el Observatorio de La Cañada en España.

## Designación y nombre
Designado provisionalmente como 2005 QH. Fue nombrado Emuno en homenaje a M1, un grupo de astrónomos aficionados españoles.

## Características orbitales
Emuno está situado a una distancia media del Sol de 2,3467 ua, pudiendo alejarse hasta 2,7684 ua y acercarse hasta 1,925(q) ua. Su excentricidad es 0,179 y la inclinación orbital 4,612 grados. Emplea 1313,09 días en completar una órbita alrededor del Sol.

## Características físicas
La magnitud absoluta de Emuno es 16,7.